# استیو مک‌نیر

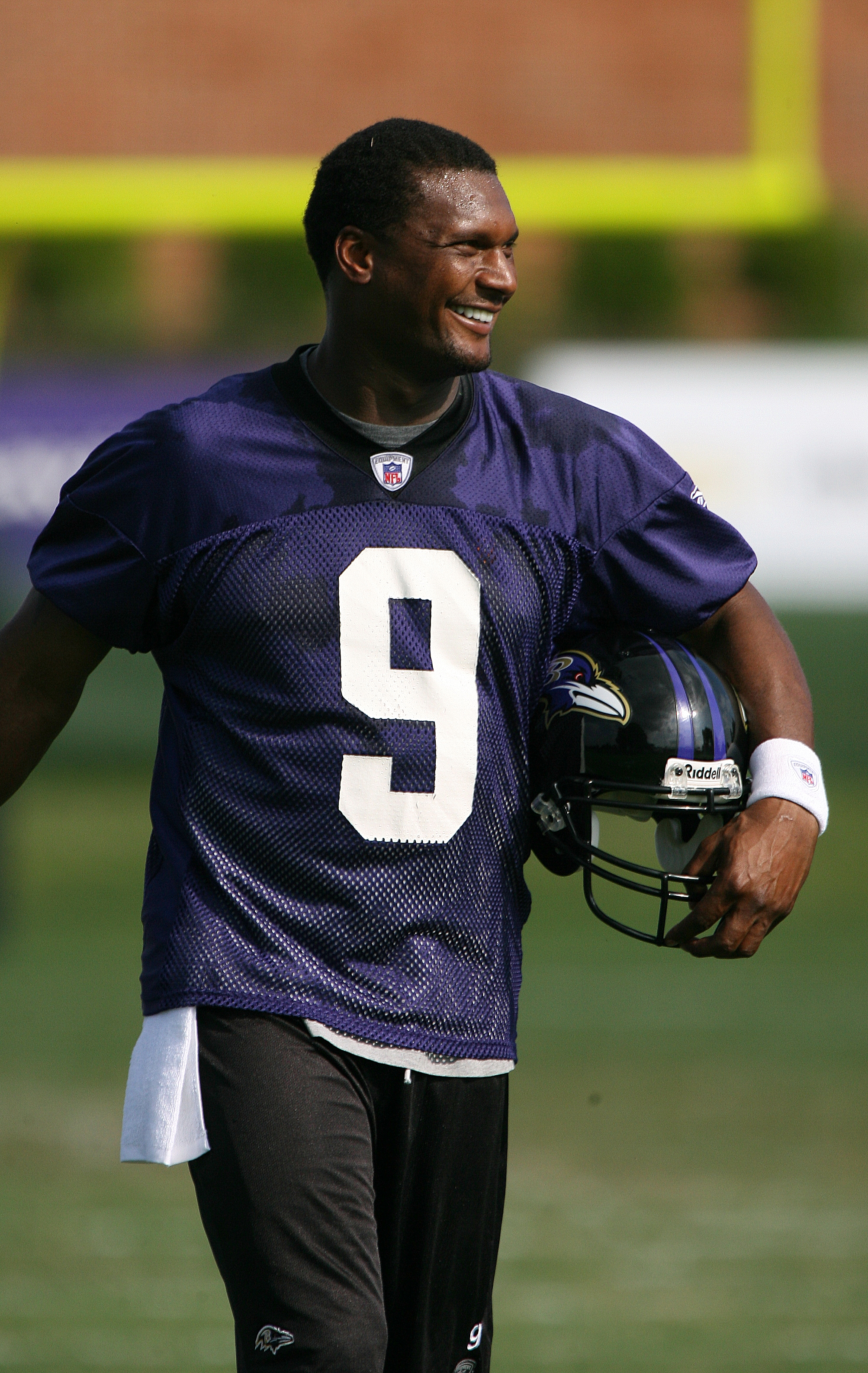

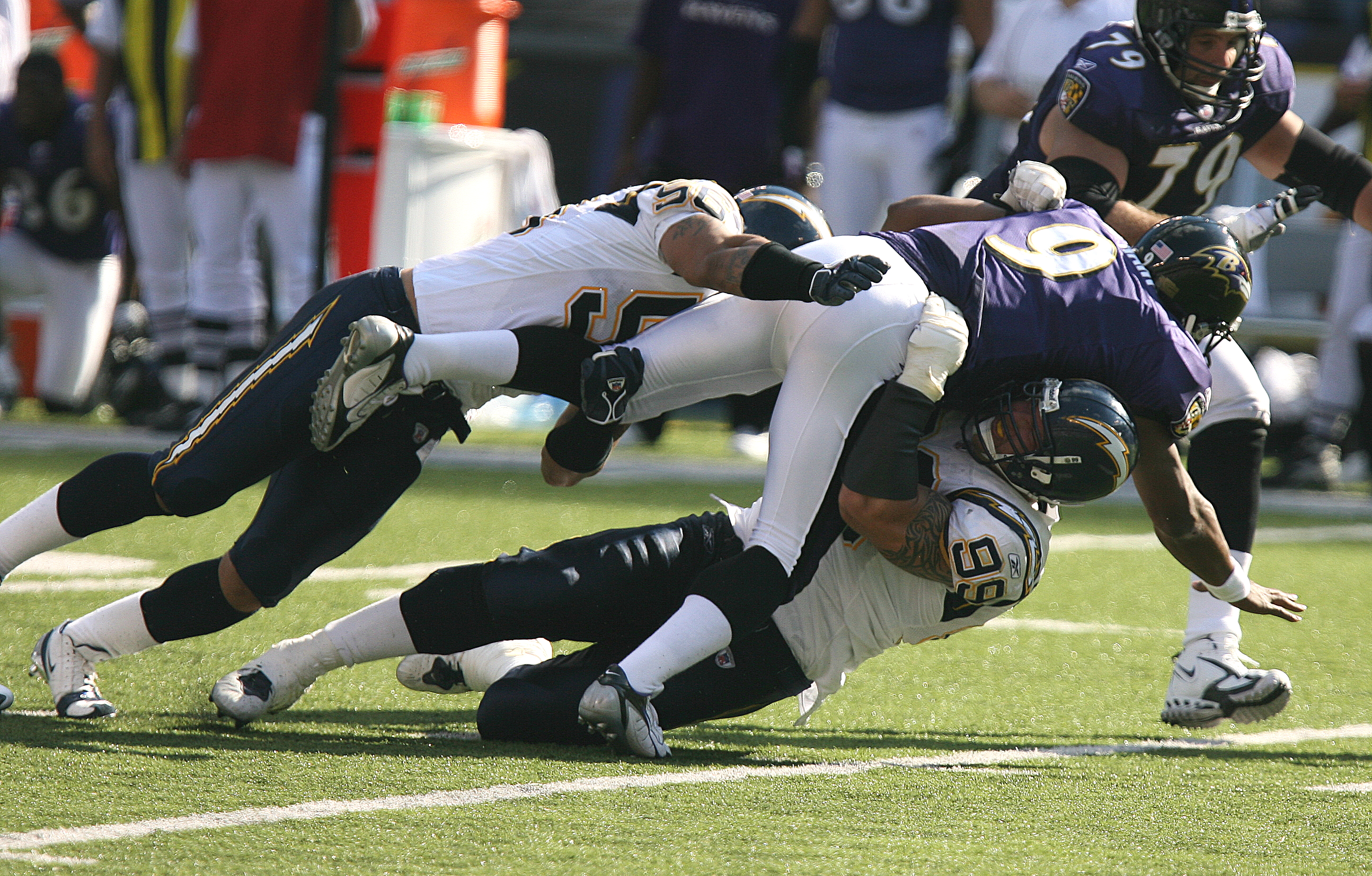
مدافعین سن دییگو چارجرز در حال تکل مک نیر (پیراهن شماره ۹)

استیو لاتریال مک‌نیر (به انگلیسی: Steve LaTreal McNair) متولد ۱۹۷۳ ایالت میسیسیپی، کوارتربک و بازیکن سابق و قهرمان تیم تنسی تایتنز بود.
او تنها بازیکنی بود که تنسی تایتنز را به سوپربول برده و به قهرمانی رسانید.

## قتل مک نیر
در چهارم ژوئیه ۲۰۰۹، مک نیر توسط دوست دختر خود، یک ایرانی بنام ساحل کاظمی با شلیک چهار گلوله به قتل رسید. کاظمی که دیوانه‌وار عاشق مک‌نیر متاهل بود، سپس طپانچه را به سمت خود گرفته و خودکشی کرد. کاظمی شب قبل توسط پلیس نشویل به جرم رانندگی هنگام مستی دستگیر شده بود، و توسط خود مک نیر با پرداخت وثیقه از زندان آزاد گردیده بود.
هزاران نفر در تشییع جنازه او شرکت کردند. ساحل کاظمی در فلوریدا به خاک سپرده شد.